# Тимофеев, Сергей Михайлович
Сергей Михайлович Тимофеев (12.08.1894 — 02.10.1972) — советский военачальник, участник Великой Отечественной войны. Генерал-майор танковых войск (1941).

## Биография

### Начальная биография
Родился 12 августа 1894 года в Саратове. Русский.
Член ВКП(б) с 1926 года.
Окончил 1-й курс Московского строительного техникума (1914).
Образование. Окончил Саратовскую школу прапорщиков (9.10.1916), Высшая Бронетанковая школа (1920), Выстрел (курсы комсостава).(1926), Военную академию РККА им. Фрунзе (1932).

### Служба в армии
Поступил в ряды Красной Армии добровольно с 4 февраля 1919 года. С февраля 1919 года — начальник пулемётной команды 1-го Московского караульного батальона.
С марта по август 1920 года — слушатель Высшей автобронетанковой школы.
С августа 1920 года — помощник командира 7-го автобронетанкового отряда. С июня 1921 года — помощник командира танкового дивизиона отдельной автобронетанковой бригады. С декабря 1921 года — командир танкового дивизиона отдельной автобронетанковой бригады. С сентября 1923 года — начальник школы отдельной автобронетанковой бригады. С сентября 1923 года — помощник командира танковой флотилии отдельной эскадры танков (Москва). С октября 1924 года — командир учебного батальона отдельного танкового полка.
С сентября 1925 года по октябрь 1926 года — слушатель Стрелково-тактических курсов усовершенствования комсостава РККА имени III Коминтерна («Выстрел»).
С октября 1926 года — командир 3-го автобронедивизиона. С февраля 1928 года — помощник начальника отдела боевой подготовки штаба Московского ВО. С октября 1929 года для поручений при инспекторе бронесил.
С декабря 1929 года — помощник начальника 1-го отделения учебно-строевого управления УММ. на февраль 1933 года помощник начальника 2-го отделения 1-го управления УММ.
С октября 1934 года — начальник штаба Московской танко-технической школы. С апреля 1936 года — помощник начальника Московской Танко-технической школы по учебно-строевой части.
С августа 1938 года — Начальник АБТ войск Приволжского военного округа.

### В Великую Отечественную войну
С мая по декабрь 1941 года начальник АБТО 21-й армии.
С января 1942 года — начальник АБТВ 38-й армии. С февраля 1942 года — Заместитель командующего войсками 38-й армии по танковым войскам.
28 июля 1942 года назначен начальником Киевского танко-технического училища им. Тимошенко. 30.11.1942 года назначен начальником 2-го Саратовского танкового училища.
Приказом МВС № 0812 от 14 мая 1948 года уволен в запас по ст. 43 (по болезни) с правом ношения военной формы с особыми отличительными знаками на погонах.
Умер 2 октября 1972 года в городе Москва. Похоронен на Введенское кладбище.

## Награды
- Орден Ленина (21.02.1945)[5],
- Двумя орденами Красного Знамени (06.11.1941)[6], (03.11.1944)[7].
- Орден Красной Звезды (15.12.1943)[8].
- Орден Знак Почёта (№ 5168, 03.11.1937)[9].
- Медаль «За победу над Германией в Великой Отечественной войне 1941-1945 гг.» (09.05.1945)[10];
- Медаль XX лет РККА(1938)[3].
- Юбилейная медаль «30 лет Советской Армии и Флота» (1948)[3];
- Орден «За заслуги перед народом» Югославия

## Память
- На могиле установлен надгробный памятник на Введенском кладбище Москвы.
- Имя воина увековечено в Главном Храме Вооружённых сил России, и навсегда запечатлено на мемориале «Дорога памяти»[11]